# Xã Delaware, Quận Hamilton, Indiana
Xã Delaware (tiếng Anh: Delaware Township) là một xã thuộc quận Hamilton, tiểu bang Indiana, Hoa Kỳ. Năm 2010, dân số của xã này là 30.617 người.